# Pelourinho de Monsanto
O Pelourinho de Monsanto localiza-se no Largo da Misericórdia em Monsanto, na atual freguesia de Monsanto e Idanha-a-Velha, no município de Idanha-a-Nova, distrito de Castelo Branco, em Portugal.
Encontra-se classificado como Imóvel de Interesse Público desde 1933.
Foi edificado em 1510, na época da renovação do foral da vila por D. Manuel I. De configuração simples e aspecto rude, é constituído por um plinto ortogonal de onde arranca uma coluna de secção circular. O remate, cilíndrico e decorado por meias esferas, foi reposto na sua posição original em 1937, após ter sido encontrado na parede de uma casa das imediações.